# Radical 154
Le radical 154, qui signifie coquille, est un des 20 des 214 radicaux chinois répertoriés dans le dictionnaire de Kangxi composés de sept traits.
Le caractère Unicode de 貝 est 8C9D.

## Caractères avec le radical 154
| nombre de traits          | caractères                                                                                      |                                        |
| ------------------------- | ----------------------------------------------------------------------------------------------- | -------------------------------------- |
| Sans trait supplémentaire | 貝                                                                                              | 贝                                     |
| 2 traits supplémentaires  | 貞 貟 負                                                                                        | 贞 负 贠                               |
| 3 traits supplémentaires  | 財 貢 貣 貤                                                                                     | 贡 财                                  |
| 4 traits supplémentaires  | 䝧 䝨 貥 貦 貧 貨 販 貪 貫 責 貭 貮                                                             | 责 贤 败 账 货 质 贩 贪 贫 贬 购 贮 贯 |
| 5 traits supplémentaires  | 䝩 䝪 䝫 䝬 䝭 䝮 䝯 貯 貰 貱 貲 貳 貴 貵 貶 買 貸 貹 貺 費 貼 貽 貾 貿 賀 賁                   | 贰 贱 贲 贳 贴 贵 贶 贷 贸 费 贺 贻    |
| 6 traits supplémentaires  | 䝰 䝱 䝲 䞌 賂 賃 賄 賅 賆 資 賈 賉 賊 賋 賌 賍 賎                                              | 贼 贽 贾 贿 赀 赁 赂 赃 资 赅 赆 賈 賂 |
| 7 traits supplémentaires  | 㕢 䝳 䝴 䝵 賏 賐 賑 賒 賓 賔 賕 賖 賗 賘                                                       | 赇 赈 赉 赊                            |
| 8 traits supplémentaires  | 䝶 䝷 䝸 䝹 䝺 䝻 䝼 䝽 䝾 䝿 䞍 䞎 賙 賚 賛 賜 賝 賞 賟 賠 賡 賢 賣 賤 賥 賦 賧 賨 賩 質 賫 賬 | 赋 赌 赍 赎 赏 赐 赑 赒 赓 赔 赕       |
| 9 traits supplémentaires  | 䞀 䞁 䞂 䞃 䞄 䞏 䞐 賭 賮 賯 賰 賱 賲 賳 賴 賵                                                 | 赖 赗                                  |
| 10 traits supplémentaires | 䞅 䞆 賶 賷 賸 賹 賺 賻 購 賽                                                                   | 赘 赙 赚 赛                            |
| 11 traits supplémentaires | 䞇 賾 賿 贀 贂 贃 贄 贅                                                                         | 赜                                     |
| 12 traits supplémentaires | 䞈 贆 贇 贈 贉 贊 贋 贌                                                                         | 赝 赞 赟 赠                            |
| 13 traits supplémentaires | 䞉 贍 贎 贏                                                                                     | 赡 赢                                  |
| 14 traits supplémentaires | 贐 贑 贒 贓 贔                                                                                  |                                        |
| 15 traits supplémentaires | 䞊 贕 贖 贗 贘                                                                                  |                                        |
| 16 traits supplémentaires | 䞋 贙 贚                                                                                        |                                        |
| 17 traits supplémentaires | 贛                                                                                              | 赣                                     |
| 18 traits supplémentaires | 贜                                                                                              |                                        |
| 22 traits supplémentaires | 贕                                                                                              |                                        |